# Kanton Nogent-le-Roi
Der Kanton Nogent-le-Roi ist ein ehemaliger, bis 2015 bestehender französischer Wahlkreis im Arrondissement Dreux, im Département Eure-et-Loir und in der Region Centre-Val de Loire; sein Hauptort war Nogent-le-Roi.
Der 18 Gemeinden umfassende Kanton war 199,94 km² groß und hatte 17.856 Einwohner (Stand: 2012).

## Gemeinden
| Gemeinde                | Einwohner | Code postal | Code Insee |
| ----------------------- | --------- | ----------- | ---------- |
| Le Boullay-Mivoye       | 344       | 28210       | 28054      |
| Le Boullay-Thierry      | 483       | 28210       | 28055      |
| Boutigny-Prouais        | 1533      | 28410       | 28056      |
| Bréchamps               | 303       | 28210       | 28058      |
| Chaudon                 | 1411      | 28210       | 28094      |
| Coulombs                | 1265      | 28210       | 28113      |
| Croisilles              | 383       | 28210       | 28118      |
| Faverolles              | 767       | 28210       | 28146      |
| Lormaye                 | 575       | 28210       | 28213      |
| Néron                   | 660       | 28210       | 28275      |
| Nogent-le-Roi           | 4142      | 28210       | 28279      |
| Ormoy                   | 180       | 28210       | 28289      |
| Les Pinthières          | 132       | 28210       | 28299      |
| Saint-Laurent-la-Gâtine | 401       | 28210       | 28343      |
| Saint-Lucien            | 244       | 28210       | 28349      |
| Senantes                | 524       | 28210       | 28372      |
| Villemeux-sur-Eure      | 1386      | 28210       | 28415      |
| Villiers-le-Morhier     | 1227      | 28130       | 28417      |